# Phryganopsyche latipennis
Phryganopsyche latipennis är en nattsländeart som först beskrevs av Banks 1906.  Phryganopsyche latipennis ingår i släktet Phryganopsyche och familjen Phryganopsychidae.

## Underarter
Arten delas in i följande underarter:
- P. l. elongata
- P. l. praecisa
- P. l. sikkimensis
- P. l. sinensis